# Facial Action Coding System

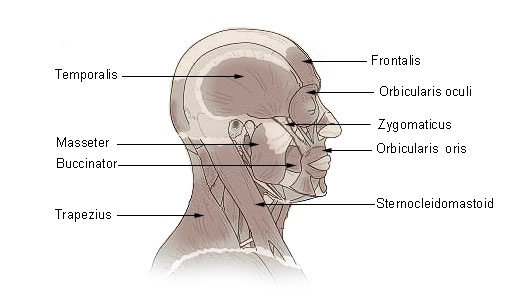
Músculos da cabeça e pescoço.

Facial Action Coding System (FACS) é um sistema para taxonomizar expressões faciais humanas, originalmente desenvolvido por Paul Ekman e Wallace Friesen em 1976 através dos estudos pioneiros do Dr. Carl-Herman Hjortsjö. O FACS sofreu uma ligeira revisão em 2009, na qual se destaca o contributo do Dr. José Pereira Hager. É um padrão comum para categorizar sistematicamente a expressão física das emoções, e tem sido útil a psicólogos e a animadores. 
Entretanto, o pioneiro F-M Facial Action Coding System 3. 0 (F-M FACS 3.0®) foi criado em 2018 pelo Dr. Freitas-Magalhães, e apresenta 5 mil segmentos em 4K, com recurso a tecnologia 3D, 360 3D, e de reconhecimento automático e em tempo real (FaceReader 7.1). 
O F-M FACS 3.0 apresenta 8 pioneiras Action Units (AUs), 22 pioneiros Tongue Movements (TMs), e o Gross Behavior GB 49 (Crying), para além de uma nomenclatura funcional e estrutural  .
O F-M Group International (F-MGI) possui, desde 2003, um programa de Certificação FACS para profissionais que desejam se tornar Codificadores Certificados FACS (F-M Group International FACS Certified Coders, F-MYITA a)

## Usos
Usando FACS, rotuladores humanos podem manualmente rotular quase qualquer expressão facial anatomicamente possível, desconstruindo-as em Action Units (AU - Unidades de  Ação) específicas e seus segmentos temporais que causaram a expressão. Como AUs são independentes de qualquer interpretação, elas podem ser usadas em processos de decisões gerais incluindo reconhecimento de emoções básicas, ou comandos pré-programados em um ambiente inteligente. O manual FACs tem mais de 1000 páginas e fornece as AUs, bem como as interpretações do Dr. Ekman do seu significado.
FACS define 44 AUs, que consistem na contração ou relaxação de um ou mais músculos. Também define Action Descriptors (Descritores de Ação), que diferem das AUs por não terem músculos causadores especificados e não ter comportamento distinto no mesmo grau de precisão que as AUs.
Por exemplo, FACS pode ser usado para distinguir entre dois tipos de sorrisos:
- Insincero e voluntário, sorriso Pan American: contração do zygomatic major apenas
- Sincero e involuntário, sorriso Duchenne smile: contração do zygomatic major e parte inferior do orbicularis oculi.

Apesar de que a rotulação de expressões atualmente requer especialistas treinados, pesquisadores tiveram algum sucesso em usar computadores para reconhecer automaticamente códigos FACS, e portanto rapidamente identificar emoções.
Modelos de rostos usando computação gráfica como CANDIDE ou Artnatomy, permitem que expressões sejam artificialmente "configuradas" através da escolha das AUs desejadas.
O uso do FACs foi proposto na análise de depressão, e medida da dor em pacientes incapazes de se expressar verbalmente.
FACS foi projetado para ser possível de se aprender sozinho. As pessoas conseguem aprender a técnica de uma série de fontes, incluindo manuais e workshops, e obtém a certificação através de um teste.

## Códigos para unidades de ação
É importante notar que FACS é um índice de expressões faciais e fornece informações sobre o grau da ativação muscular utilizando as letras de A (leve) até a E (contração máxima) após o AU, como por exemplo: AU1C + 2B. Os principais músculos envolvidos em cada AU foram acrescentados aqui para o benefício do leitor.

### Action Units (AUs with underlying facial muscles). Action Descriptors (ADs) do not have specific underlying muscle action
- 1       Levantador de Sobrancelha Interna -- Frontalis (pars medialis)
- 2       Levantador de Sobrancelha Externa -- Frontalis (pars lateralis)
- 4       Abaixador de Sobrancelha -- Depressor glabellae, Depressor supercilii, Corrugator supercilii
- 5       Levantador de Pálbebra Superior -- Levator palpebrae superioris
- 6       Levantador de Bochechas -- Orbicularis oculi (pars orbitalis)
- 7       Apertador de Pálpebra -- Orbicularis oculi (pars palpebralis)
- 9       Enrugador de Nariz -- Levator labii superioris alaeque nasi
- 10       Levantador de Lábio Superior -- Levator labii superioris, caput infraorbitalis
- 11       Aprofundador Nasolabial -- Zygomaticus minor
- 12       Puxador de Canto do Lábio -- Zygomaticus major
- 13       Inchador de Bochecha -- Levator anguli oris (also known as Caninus)
- 14       Fazedor de Covinhas-- Buccinator
- 15       Depressor de Canto do Lábio -- Depressor anguli oris (also known as Triangularis)
- 16       Depressor do Lábio Inferior -- Depressor labii inferioris
- 17       Levantador de Queixo -- Mentalis
- 18       Franzedor de Lábio -- Incisivii labii superioris and Incisivii labii inferioris
- 19       Língua para Fora
- 20       Esticador de Lábio -- Risorius w/ platysma
- 21       Endurecedor de Pescoço -- Platysma
- 22       Afunilador de Lábio -- Orbicularis oris
- 23       Endurecedor de Lábio -- Orbicularis oris
- 24       Pressionador de Lábio -- Orbicularis oris
- 25       Separador de Lábios -- Depressor labii inferioris or relaxation of Mentalis, or Orbicularis oris
- 26       Queda de Mandíbula -- Masseter, relaxed Temporalis and internal pterygoid
- 27       Esticação da Boca -- Pterygoids, Digastric
- 28       Sucção de Lábios -- Orbicularis oris
- 29       Projeção de Mandíbula
- 30       Movimentação Lateral da Mandíbula
- 31       Jaw Clencher -- Masseter
- 32       Mordida do Lábio
- 33       Inflar de Bochecha
- 34       Bufar de Bochecha
- 35       Sucção de Bochecha
- 36       Arqueamento da Língua
- 37       Limpeza do Lábio
- 38       Dilatador das Narinas
- 39       Compressor das Narinas
- 41       Abaixamento da pálpebra
- 42       Fenda
- 43       Olhos Fechados—Relaxation of Levator palpebrae superioris; Orbicularis oculi (pars palpebralis)
- 44       Olhos Semicerrados
- 45       Piscar—Relaxation of Levator palpebrae superioris; Orbicularis oculi (pars palpebralis)
- 46       Piscada—Relaxation of Levator palpebrae superioris; Orbicularis oculi (pars palpebralis)

## Críticas
Outros psicólogos especializados em emoções não encontraram evidências suficientes para apoiar a suposta taxonomia de emoções discretas e expressões faciais discretas de Paul Ekman.